# AutoREALM
AutoREALM är ett program baserat på öppen källkod för att rita kartor. Det är främst avsett för rollspel, i synnerhet fantasy. Programmet fyller samma funktion som det kommersiella Campaign Cartographer.